# جزایر کماندورسکی
جزیره‌های کماندورسکی (به لاتین: Commander Islands) یک مجمع‌الجزایر و جزیره در روسیه است که در سرزمین کامچاتکا واقع شده‌است.